# BrCorse
Das Team BrCorse ist ein italienisches Motorradsportteam, welches in der Supersport-300-Weltmeisterschaft auf einer Yamaha YZF-R3 antritt. Aldi Mahendra wurde 2024 für BrCorse Weltmeister. 

## Aktuelle Fahrer
- Elia Bartolini, #31, Italien
- Marco Gaggi, #43, Italien

## Ehemalige Fahrer
Aldi Mahendra, Mirko Gennai, Wahyu Nugroho, Filippo Rovelli, Indy Offer

## Rennsiege Supersport-300-Weltmeisterschaft
|   | Saison | Strecke             | Fahrer        |
| - | ------ | ------------------- | ------------- |
| 1 | 2022   | Portimão (Rennen 2) | Mirko Gennai  |
| 2 | 2023   | Montmeló (Rennen 2) | Mirko Gennai  |
| 3 | 2023   | Most (Rennen 2)     | Aldi Mahendra |
| 4 | 2023   | Portimão (Rennen 1) | Mirko Gennai  |
| 5 | 2023   | Portimão (Rennen 2) | Mirko Gennai  |
| 6 | 2024   | Misano (Rennen 2)   | Aldi Mahendra |